# Moissac-Bellevue
Moissac-Bellevue é uma comuna francesa na região administrativa da Provença-Alpes-Costa Azul, no departamento de Var. Estende-se por uma área de 20,59 km². Em 2010 a comuna tinha 298 habitantes (densidade: 14,5 hab./km²).